# Leicester Football Club
Leicester Football Club, conhecido como Leicester Tigers, é uma equipe inglesa de rugby union que atualmente disputa a Guinness Premiership.
Venceu sete vezes o Campeonato inglês, duas vezes a Copa Heineken e seis vezes a EDF Energy Cup.

## Títulos
- Copa Heineken - (2) 2000-01, 2001-02
- Guinness Premiership - (10) 1987-88, 1994-95, 1998-99, 1999-00, 2000-01, 2001-02, 2006-07, 2008-09, 2009-10, 2012-13

## Jogadores célebres
- Martin Johnson
- Alexander Obolensky
- Neil Back
- Ramiro Pez
- Josh Kronfeld